# 點斑林鴞
點斑林鴞（學名：Strix seloputo，Spotted wood owl）是林鴞屬下的一種貓頭鷹。它們分佈在婆羅洲周圍的地區，但卻並沒有在本島上出沒。
點斑林鴞有三個亞種：
- Strix seloputo seloputo：指名亞種，分佈在緬甸及泰國中部至新加坡、蘇門答臘的占碑省及爪哇。
- Strix seloputo baweana：巴韋安島的特有種。
- Strix seloputo wiepkini：分佈在菲律賓卡拉綿群島（Calamian Islands）及巴拉望省。